# 中镇庙

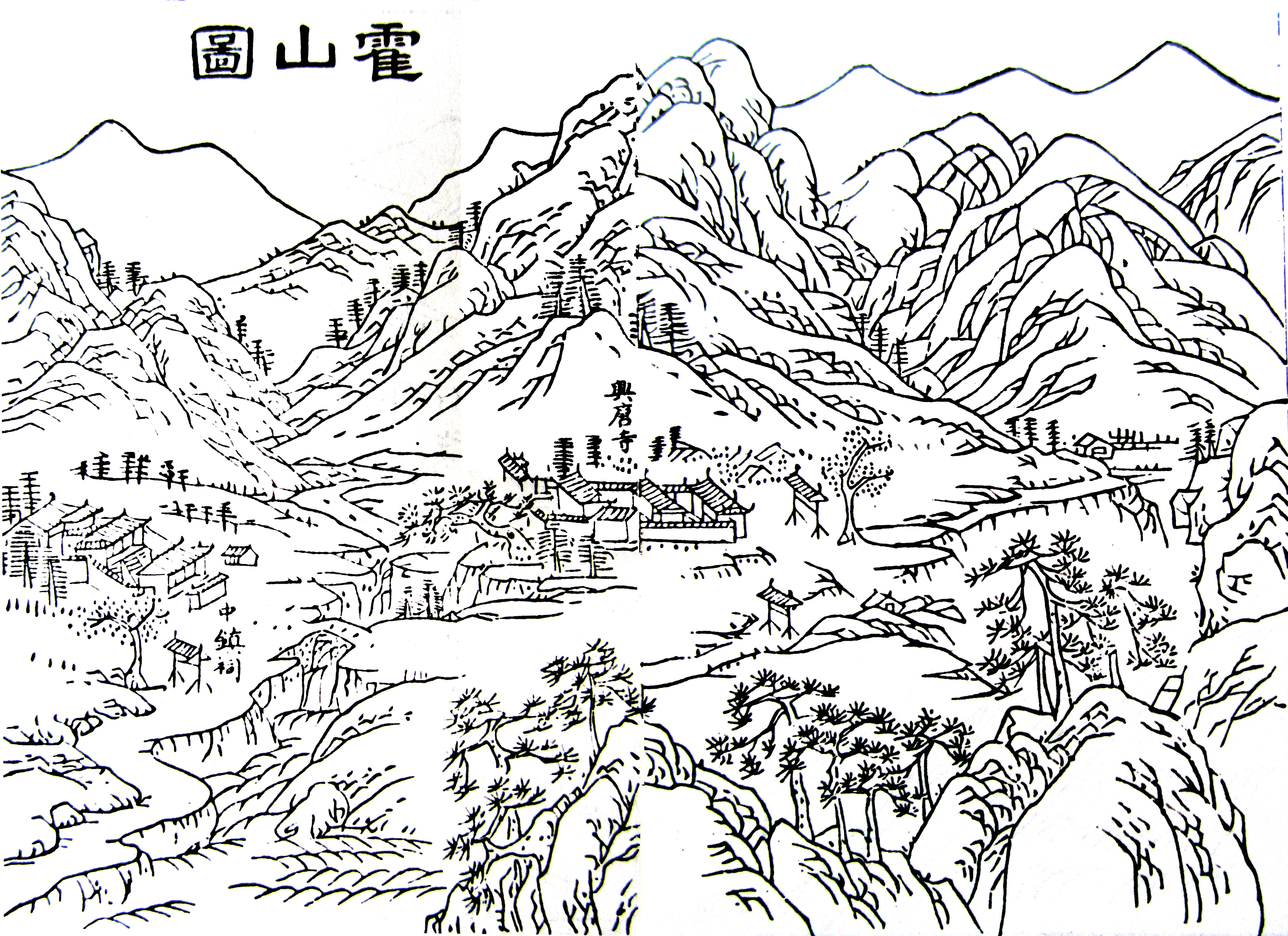
道光五年《直隶霍州志》所载霍山图，左为中镇庙，右为兴唐寺

中镇庙，又称“中镇祠”，为自宋代起历代祭祀五镇之一中镇霍山山神的庙宇，原位于山西省霍州境内的霍山山麓（今属临汾市洪洞县兴唐寺乡兴唐寺村），距县城25公里。
关于祭祀霍山庙宇的记载最早出现于北魏郦道元所著《水经注》，时称岳庙。隋唐时祀四镇，霍山不在四镇之列，但隋代仍称霍山为冀州镇，并在开皇十四年（594年）诏就山立祠，唐代则称西北镇，贞观四年（630年）建霍山祠，后因霍山在天宝十年（751年）获封应圣公，故又称应圣公祠，开成二年（873年）重修，宋代最迟在淳化时已由祀四镇改为祀五镇，并将其改作中镇庙。此后历代屡有兴废，可考的最后一次重修完成于清光绪十八年（1892年）。按乾隆二年（1737年）重修时平阳府章廷珪所作《重修中镇庙记》，此时的中镇庙有正殿五间（周围出回廊二十四间）、寝殿三间，并有东西厢房等。
1934年夏，梁思成、林徽因在汾阳周边各县开展古建筑调查时，曾路过中镇庙，并载于其《晋汾古建筑预查纪略》“赵城县霍山中镇庙”一节，梁思成称其“庙址既大，高下不齐”，“就形制上看来，恐最早不过元代”，并对其大殿的建筑形制做了简略描述。
1970年，该庙与周边的兴唐寺被一同拆毁，木料用于建设小学，上百通石碑大多被砸碎，用于垫路或砌房基，今原址仅存东配殿三间、一块完整的《大明诏旨》碑（明洪武三年所立）以及散落在院子里的一地残碑。

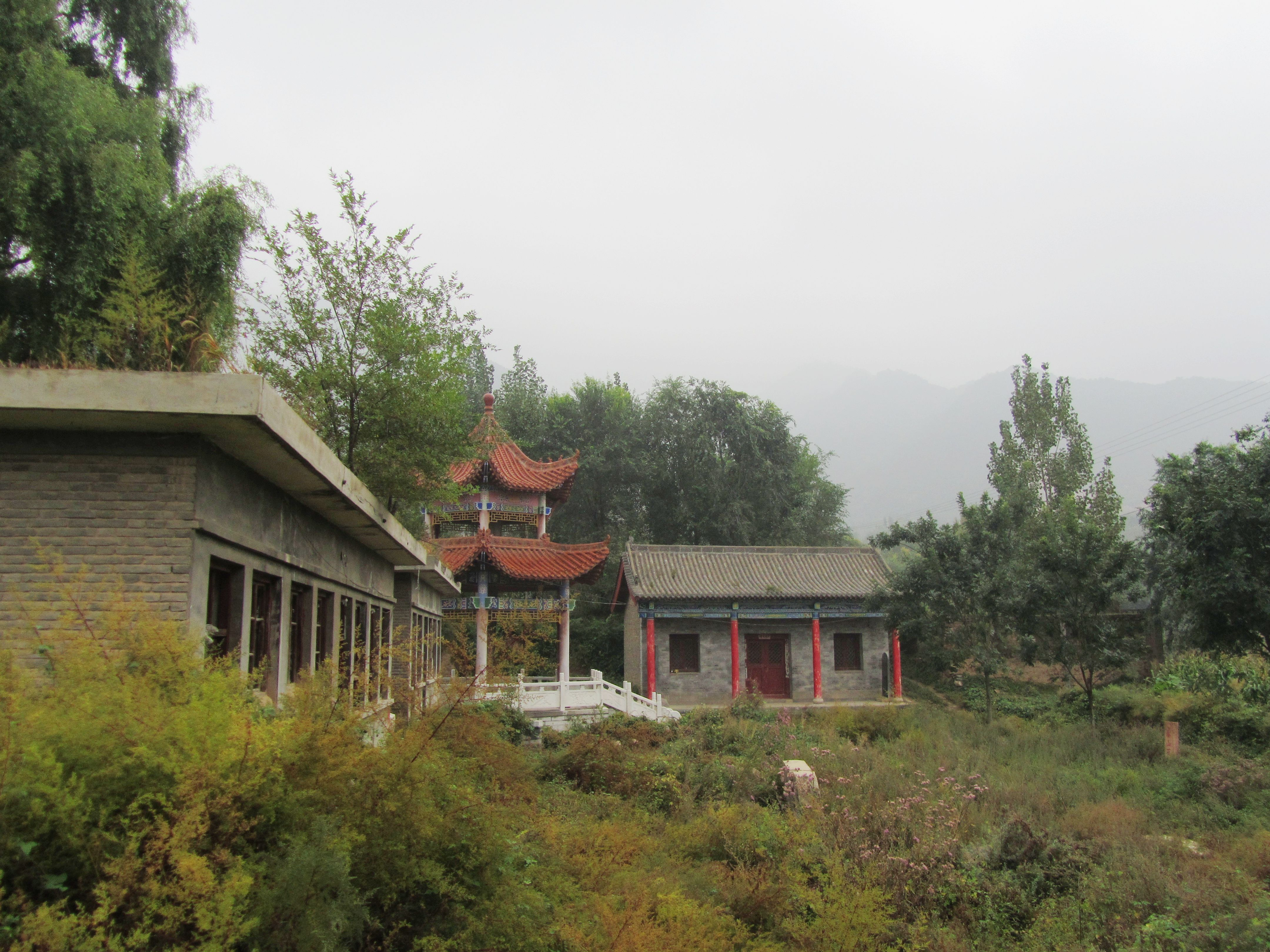
中镇庙残址，2012年9月